# Giovanni di Sassonia-Weimar
Giovanni Maria Guglielmo di Sassonia-Weimar (Weimar, 22 maggio 1570 – Weimar, 18 luglio 1605) fu duca di Sassonia-Weimar e di Jena.
Egli era il secondo figlio di Giovanni Guglielmo di Sassonia-Weimar (1530 – 1573) e di Dorotea Susanna di Simmern (1544 – 1592).

## Biografia
Suo padre morì nel 1573, quando Giovanni aveva solo 3 anni. Dal momento che il suo fratello maggiore Federico Guglielmo non aveva ancora raggiunto la maggiore età, il Ducato di Sassonia-Weimar (il ducato di Weimar era stato originariamente destinato a Giovanni) venne governato da una reggenza. Nel 1586 suo fratello raggiunse la maggiore età e poté governare il ducato da solo, inclusa Weimar. In ogni caso, egli morì nel 1602 e l'intero ducato venne ereditato da Giovanni, perché i suoi nipoti (figli di suo fratello) non avevano ancora raggiunto la maggiore età.
Giovanni era molto più interessato alle scienze naturali ed all'arte che non alla politica, e vi si dedicò solo prendendo parte alla reggenza per i nipoti Giovanni Filippo e Federico Guglielmo. Ma quando questi ultimi avanzarono delle pretese sulla loro eredità nel 1603, egli respinse la loro richiesta. Alla fine Giovanni concluse con i nipoti un trattato di divisione del ducato: il Ducato di Altenburg venne ceduto ai discendenti di Federico Guglielmo I e quello di Weimar-Jena venne mantenuto per Giovanni ed i suoi discendenti.
La linea di Sassonia-Altenburg si estinse nel 1672, e tutta l'eredità passò per matrimonio ai Sassonia-Weimar, discendenti di Giovanni.

## Matrimonio e successioni
Ad Altenburg, il 7 gennaio 1593, Giovanni sposò Dorotea Maria di Anhalt (Dessau, 2 luglio 1574 – Weimar, 18 luglio 1617) dalla quale ebbe dodici figli:
- Giovanni Ernesto (1594 – 1626), duca di Sassonia-Weimar
- Giovanni Guglielmo (1595), deceduto poco dopo la nascita;
- Federico (1596 – 1622), duca di Sassonia-Weimar;
- Giovanni (31 marzo 1597 – 6 ottobre 1604);
- Guglielmo (1598 – 1662), duca di Sassonia-Weimar;
- Gemello del precedente (1598), nato morto;
- Alberto (1599 – 1644), duca di Sassonia-Eisenach;
- Giovanni Federico di Sassonia-Weimar (1600 – 1628), duca di Sassonia-Weimar;
- Ernesto (1601 – 1675), duca di Sassonia-Gotha;
- Federico Guglielmo di Sassonia-Weimar (1603 – 1619), duca di Sassonia-Weimar;
- Bernardo (1604 – 1639), duca di Sassonia-Weimar;
- Giovanna (14 aprile 1606 – 3 luglio 1609).

## Ascendenza
|                                        |                                    |                                   | Genitori                          |  |  | Nonni |  |  | Bisnonni             |  |  | Trisnonni           |  |
|                                        |                                    |                                   |                                   |  |  |       |  |  | Giovanni di Sassonia |  |  | Ernesto di Sassonia |  |
|                                        |                                    |                                   |                                   |  |  |       |  |  | Giovanni di Sassonia |  |  | Ernesto di Sassonia |  |
|                                        |                                    | Elisabetta di Baviera             |                                   |  |  |       |  |  | Giovanni di Sassonia |  |  |                     |  |
| Giovanni Federico I di Sassonia        |                                    |                                   |                                   |  |  |       |  |  | Giovanni di Sassonia |  |  |                     |  |
|                                        |                                    | Sofia di Mecleburgo-Schwerin      | Magnus II di Meclemburgo-Schwerin |  |  |       |  |  |                      |  |  |                     |  |
|                                        |                                    | Sofia di Mecleburgo-Schwerin      | Magnus II di Meclemburgo-Schwerin |  |  |       |  |  |                      |  |  |                     |  |
|                                        |                                    | Sofia di Mecleburgo-Schwerin      | Sofia di Pomerania-Wolgast        |  |  |       |  |  |                      |  |  |                     |  |
| Giovanni Guglielmo di Sassonia-Weimar  |                                    | Sofia di Mecleburgo-Schwerin      |                                   |  |  |       |  |  |                      |  |  |                     |  |
|                                        |                                    | Giovanni III di Kleve             | Giovanni II di Kleve              |  |  |       |  |  |                      |  |  |                     |  |
|                                        |                                    | Giovanni III di Kleve             | Giovanni II di Kleve              |  |  |       |  |  |                      |  |  |                     |  |
|                                        |                                    | Giovanni III di Kleve             | Matilde d'Assia                   |  |  |       |  |  |                      |  |  |                     |  |
| Sibilla di Jülich-Kleve-Berg           |                                    | Giovanni III di Kleve             |                                   |  |  |       |  |  |                      |  |  |                     |  |
|                                        |                                    | Maria di Jülich-Berg              | Guglielmo IV di Jülich-Berg       |  |  |       |  |  |                      |  |  |                     |  |
|                                        |                                    | Maria di Jülich-Berg              | Guglielmo IV di Jülich-Berg       |  |  |       |  |  |                      |  |  |                     |  |
|                                        |                                    | Maria di Jülich-Berg              | Sibilla di Hohenzollern           |  |  |       |  |  |                      |  |  |                     |  |
| Giovanni di Sassonia-Weimar            |                                    | Maria di Jülich-Berg              |                                   |  |  |       |  |  |                      |  |  |                     |  |
|                                        | Giovanni II del Palatinato-Simmern | Giovanni I del Palatinato-Simmern |                                   |  |  |       |  |  |                      |  |  |                     |  |
|                                        | Giovanni II del Palatinato-Simmern | Giovanni I del Palatinato-Simmern |                                   |  |  |       |  |  |                      |  |  |                     |  |
|                                        | Giovanni II del Palatinato-Simmern | Giovanna di Nassau-Saarbrücken    |                                   |  |  |       |  |  |                      |  |  |                     |  |
| Federico III del Palatinato            | Giovanni II del Palatinato-Simmern |                                   |                                   |  |  |       |  |  |                      |  |  |                     |  |
|                                        |                                    | Beatrice di Baden                 | Cristoforo I di Baden-Baden       |  |  |       |  |  |                      |  |  |                     |  |
|                                        |                                    | Beatrice di Baden                 | Cristoforo I di Baden-Baden       |  |  |       |  |  |                      |  |  |                     |  |
|                                        |                                    | Beatrice di Baden                 | Caterina d'Austria                |  |  |       |  |  |                      |  |  |                     |  |
| Dorotea Susanna di Wittelsbach-Simmern |                                    | Beatrice di Baden                 |                                   |  |  |       |  |  |                      |  |  |                     |  |
|                                        |                                    | Casimiro di Brandeburgo-Bayreuth  | Federico I di Brandeburgo-Ansbach |  |  |       |  |  |                      |  |  |                     |  |
|                                        |                                    | Casimiro di Brandeburgo-Bayreuth  | Federico I di Brandeburgo-Ansbach |  |  |       |  |  |                      |  |  |                     |  |
|                                        |                                    | Casimiro di Brandeburgo-Bayreuth  | Sofia di Polonia                  |  |  |       |  |  |                      |  |  |                     |  |
| Maria di Brandeburgo-Bayreuth          |                                    | Casimiro di Brandeburgo-Bayreuth  |                                   |  |  |       |  |  |                      |  |  |                     |  |
|                                        |                                    | Susanna di Baviera                | Alberto IV di Baviera             |  |  |       |  |  |                      |  |  |                     |  |
|                                        |                                    | Susanna di Baviera                | Alberto IV di Baviera             |  |  |       |  |  |                      |  |  |                     |  |
|                                        |                                    | Susanna di Baviera                | Cunegonda d'Austria               |  |  |       |  |  |                      |  |  |                     |  |
|                                        |                                    | Susanna di Baviera                |                                   |  |  |       |  |  |                      |  |  |                     |  |